# Statystyka pozycyjna
k-ta statystyka pozycyjna (ang. order statistic) – w statystyce, k-ty najmniejszy element w zbiorze, np. w próbie statystycznej. Inaczej element, który w posortowanym niemalejąco ciągu elementów zbioru znalazłby się na k-tej pozycji.
W zbiorze {\displaystyle n}-elementowym pierwszą statystyką pozycyjną ({\displaystyle k=1}) jest jego minimum, a {\displaystyle n}-tą statystyką pozycyjną – maksimum w tym zbiorze. Jeśli {\displaystyle n} jest nieparzyste, mediana w tym zbiorze to {\displaystyle \textstyle (n+1)/2}-sza statystyka pozycyjna. W przeciwnym wypadku zbiór ma dwie mediany: dolną i górną, którymi są odpowiednio {\displaystyle \textstyle \left\lfloor (n+1)/2\right\rfloor }-sza i {\displaystyle \textstyle \left\lceil (n+1)/2\right\rceil }-sza statystyka pozycyjna.

## Wyznaczanie
W algorytmice rozważa się tzw. problem wyboru, w którym dla danego zbioru {\displaystyle n}-elementowego oraz liczby {\displaystyle 1\leq k\leq n} należy wyznaczyć {\displaystyle k}-tą statystykę pozycyjną w tym zbiorze. Szczególnym przypadkiem tego problemu jest problem znalezienia mediany. 
Nieskomplikowane rozwiązanie w złożoności {\displaystyle O(n\log n)} otrzymuje się poprzez posortowanie ciągu (np. przez kopcowanie lub przez scalanie) a następnie odczytanie elementu znajdującego się w wynikowym ciągu na {\displaystyle k}-tej pozycji. Istnieją jednak algorytmy rozwiązujące ten problem zarówno w oczekiwanej złożoności {\displaystyle O(n),} jak i algorytmy pracujące w takiej złożoności także w pesymistycznym przypadku.